# 漭水镇
漭水镇，是中华人民共和国云南省保山市昌宁县下辖的一个镇。

## 行政区划
漭水镇下辖以下地区：
漭水村、老厂村、明华村、明德村、河尾村、共裕村、翠华村、联福村和沿江村。